# Der Sozialist
Der Sozialist war ab 1891 zunächst das Organ der sozialdemokratischen jungen Opposition und seit 1893 eine anarchistische Zeitschrift, erschienen in Berlin von 1891 bis 1899.

## Geschichte
Der Sozialist war bei der Gründung 1891 eine Publikation des Vereins unabhängiger Sozialisten, einer Gruppe der oppositionellen jungen Sozialdemokraten, welche die gesetzlich-parlamentarischen Verfahren ablehnten, wie Hermann Teistler, der erste Herausgeber, in der Ausgabe Nr. 1 schrieb. Teistler hatte eine kritische und ablehnende Haltung gegenüber dem Anarchismus. Nachdem jedoch 1893 Gustav Landauer die Herausgeberschaft übernahm, erschienen des Öfteren Beiträge zum Thema Anarchismus. Der Verleger Wilhelm Werner hatte keine Bedenken, ab der Nr. 14, 1893, Der Sozialist als anarchistische Zeitschrift erscheinen zu lassen, da es nach Landauer zwischen dem Anarchismus und dem freien Sozialismus prinzipiell und taktisch keinen Unterschied gibt. Der Verein unabhängiger Sozialisten, der somit kein eigenes Presseorgan mehr hatte, wurde im April 1894 aufgelöst. 1895 lautete der Untertitel von Der Sozialist Organ aller Revolutionäre, und ab Mai 1899 Anarchistische Monatsschrift.

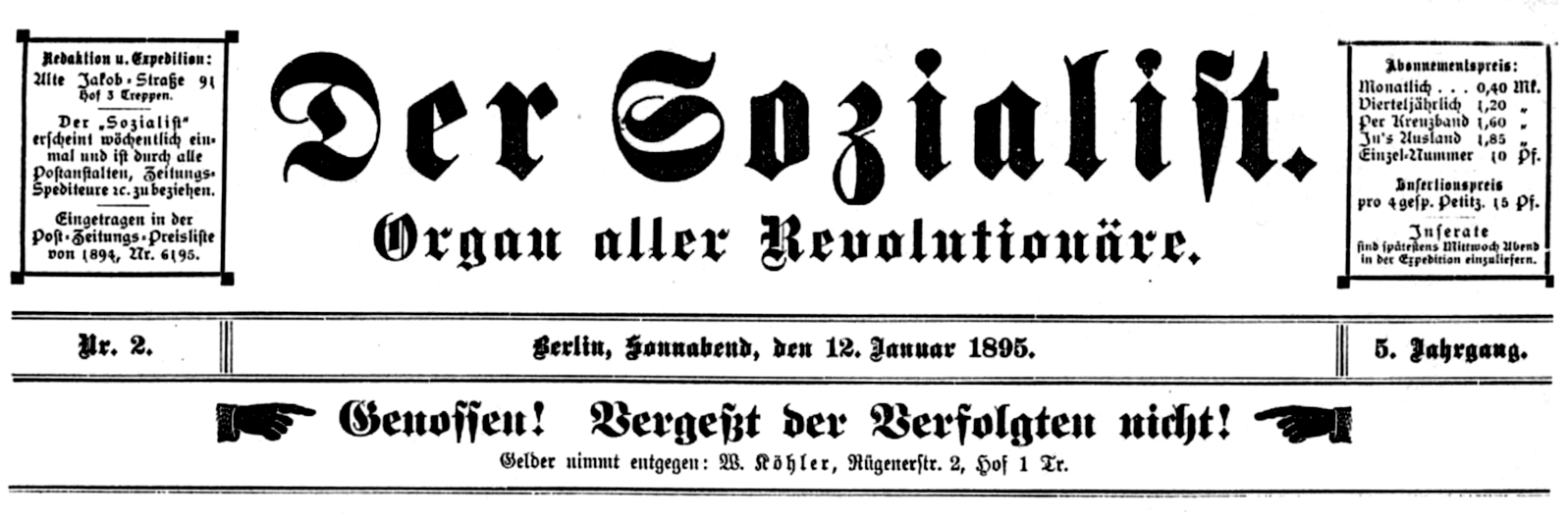
Der Sozialist vom 12. Januar 1895

Nach der Verhaftung Landauers 1893 wegen „Aufforderung zum Ungehorsam gegen die Staatsgewalt'“ übernahm kurzfristig Ladislau Gumplowicz die Redaktion. Die verantwortlichen Redakteure mussten seit 1894, meistens wegen Verhaftungen, öfters wechseln. Viele Artikel wurden entweder ohne Autorennamen oder unter Pseudonym veröffentlicht. Auch wurden zahlreiche Übersetzungen publiziert aus La Revolte, Freedom, Question Soziale und Nachdrucke aus Der Freidenker, Ethische Kultur sowie Die Gesellschaft. Zwischen 1892 und 1898 kam es zu 27 Verboten von 43 Ausgaben. Die Polizei beschlagnahmte die Nr. 11 vom 17. März 1894 wegen eines auf der Titelseite abgedruckten Gedichts von John Henry Mackay, Mutter der Freiheit, Revolution. Das Gericht war der Meinung, dass es sich um einen „aufreizenden Text“ handele. 
Ab 1894 wurden ständige Rubriken veröffentlicht, Unsere Bewegung, Briefkasten der Redaktion, Veranstaltungshinweise und Aus der Zeit sowie ein Beitrag über die rumänische sozialistische Bewegung und literarische Beilagen. Vom November 1891 bis April 1899 erschien die Zeitschrift wöchentlich, in den letzten Monaten ihres Erscheinens monatlich mit Beiträgen von P. Kropotkin, Benedict Friedländer, Michail Bakunin, J.H. Mackay, Ferdinand Domela Nieuwenhuis, Robert Reitzel, Willy Schlüter, Leo Tolstoi, Bruno Wille und anderen.

## Anarchistische Bibliothek
Eine Der Sozialist angegliederte Schriftenreihe Anarchistische Bibliothek, erschienen von 1893 bis 1899, herausgegeben von Gustav Landauer mit einer Auflage von zwischen 5000 und 20.000 Exemplaren. Die Nummern 1 bis 6 wurden 1894/1895 verboten. Heft 1 enthielt Beiträge von Peter Kropotkin und Elisée Reclus. Die Ausgaben 2 bis 5 enthielten ebenfalls Texte von Kropotkin, „An die jungen Leute“, „Anarchistische Moral“ und „Das Lohnsystem“. Heft 3 wurde von Albert Brock herausgegeben mit dem Beitrag „Der kommunistische Anarchismus“. Heft 6 enthielt die Artikelserie „Weshalb wir Anarchisten sind“.  

## Gleichnamige Zeitschriften
- Der Sozialist, erschienen in der ungarischen Stadt Pest, Organ der sozialrevolutionären Partei Budapest. Für die Arbeiterklasse Ungarns. Die Redaktion hatte der Schneidergehilfe Hermann Arnim Prager. Erschienen mit einer Auflage von 5000 Exemplaren 1892 mit 5 Ausgaben.[2]
- Der Sozialist, Organ des sozialistischen Bundes. Herausgeber: Gustav Landauer, Margarete Faas. Zweimonatliche Erscheinungsweise mit einer Auflage von durchschnittlich 2000 Exemplaren, erschienen von 1909 bis 1915 in Berlin. Vorgänger war die Zeitschrift Der Sozialist von 1891 bis 1899. Der Drucker Max Malte Müller stellte die Zeitschrift kostenlos her. Seine Einziehung zum Militär 1915 bedeutete das Ende der Publikation.[3]
- Der Sozialist, erschienen in Bern (Schweiz) von 1909 bis 1913, zweimonatlich. Herausgeber waren die Revolutionäre Kreise der Schweiz, Margarete Faas-Hardegger.[4]
- Der Sozialist, eine von 1918 bis 1922 unter der Chefredaktion von Rudolf Breitscheid herausgegebene, wöchentlich erscheinende Theoriezeitschrift der Unabhängigen Sozialdemokratischen Partei Deutschlands (USPD), hervorgegangen aus der ebenfalls von Breitscheid zwischen 1916 und 1918 erschienenen Zeitschrift Sozialistische Auslandspolitik, einem pazifistischen Organ der Burgfriedenspolitik-Gegner in der SPD, dann ab 1917 der USPD.

## Nachweise